# La Fille sauvage
Pour plus de détails, voir Fiche technique et Distribution.
La Fille sauvage est un film muet français réalisé par Henri Étiévant, sorti en 1922.

## Fiche technique
- Titre : La Fille sauvage
- Réalisation : Henri Étiévant
- Scénario : Jules Mary
- Société de production : Ermolieff Films
- Société de distribution : Pathé Consortium Cinéma
- Pays de production :  France
- Format : Noir et blanc — 35 mm — 1,33:1 — Muet
- Genre : Film policier
- Durée :
- Date de sortie :
  - France : 14 juillet 1922

## Distribution
- Nathalie Lissenko : Jacqueline Gervoise
- Romuald Joubé : Renaud Raigice
- Irène Wells : Liliane
- Nicolas Rimsky : Gervoise
- Gaston Rieffler : Villedieu
- Victor Tourjanski : Robertson
- Émile Mylo : Jérémit
- Lili Damita : Henriette Villedieu
- Ernest Maupain
- Camille Bardou